# Moyen paon de nuit
Saturnia spini
Espèce
Répartition géographique
Le Moyen paon de nuit, Saturnia spini, est une espèce de lépidoptères (papillons) de la famille des Saturniidae, de la sous-famille des Saturniinae et du genre Saturnia.
Son envergure est de 55 à 90 mm. Les adultes volent d'avril à juin en une seule génération.
Les larves se nourrissent de Prunus spinosa, Rosa, Crataegus, Ulmus, Alnus, Salix, Populus et Malus en Europe. En Turquie et en Crimée, elle montre une préférence pour les membres épineux de la famille des roses.
- Répartition : du Sud-Est de l’Europe au Sud de la Russie et à l’Asie mineure.
- Envergure du mâle : de 30 à 38 mm.
- Période de vol : d’avril à mai.
- Habitat : friches.
- Plantes-hôtes : arbres fruitiers.